# Project X Zone
Project X Zone est un jeu vidéo de type tactical RPG développé par Banpresto et Monolith Soft, édité par Namco Bandai Games, et conçu par Kensuke Tsukanaka en 2012 sur Nintendo 3DS.

## Personnages du jeu

### Univers deCapcom
- Dante du jeu Devil May Cry
- Demitri Maximoff du jeu Darkstalkers
- Ryu du jeu Street Fighter
- Zéro du jeu Mega Man X
- Chris Redfield du jeu Resident Evil
- Hsien-Ko du jeu Darkstalkers
- Chun-Li du jeu Street Fighter
- X du jeu Mega Man X
- Jill Valentine du jeu Resident Evil
- Morrigan Aensland du jeu Darkstalkers
- Ken Masters du jeu Street Fighter
- Frank West du jeu Dead Rising

### Univers deNamco Bandai
- Reiji du jeu Namco X Capcom
- Xiaomu du jeu Namco X Capcom
- KOS-MOS du jeu Xenosaga
- Heihachi du jeu Tekken